# تيم بريكا
تيم بريكا (مواليد 23 أبريل 2002) هو لاعب كرة قدم سويدي يلعب كمهاجم في نادي أوبه.

## روابط خارجية
- تيم بريكا على موقع اتحاد النرويج (النرويجية)
- تيم بريكا على موقع اتحاد السويد (السويدية)
- تيم بريكا على موقع قاعدة بيانات كرة القدم.إي يو (الإنجليزية)
- تيم بريكا على موقع Soccerway.com (الإنجليزية)
- تيم بريكا على موقع عالم كرة القدم.نت (الإنجليزية)